# ارین وودلی
ارین وودلی (انگلیسی: Erin Woodley؛ زادهٔ ۶ ژوئن ۱۹۷۲) ورزشکار شنای موزون اهل کانادا است.
وی در مسابقات کشوری و بین‌المللی در مجموع برندهٔ ۱ مدال طلا، ۵ مدال نقره شده‌است.